# Froncles
Froncles é uma comuna francesa na região administrativa de Grande Leste, no departamento de Haute-Marne. Estende-se por uma área de 20,05 km². Em 2010 a comuna tinha 1 509 habitantes (densidade: 75,3 hab./km²).